# Giovanni Palmieri dos Santos
Giovanni Palmieri dos Santos, genannt Giovanni, (* 23. Juni 1989 in Santos) ist ein ehemaliger brasilianischer Fußballspieler. Der Linksfuß spielte vorwiegend als linker Verteidiger.

## Karriere
Giovanni startete seine Laufbahn in der Jugendmannschaft des Fluminense FC. Hier konnte er sich aber anfangs nicht durchsetzen und ging zunächst zu unterklassigen Klubs. Nachdem sein damaliger Klub Criciúma EC absteigen musste, kehrte der Spieler 2015 auf Leihbasis zu Fluminense zurück. 2016 übernahm ihn FLU dann. Die Saison lief er noch für den Klub auf, wurde die folgenden Jahre aber an andere Klubs ausgeliehen. So wurde im Dezember 2018 sein Wechsel zu AA Ponte Preta bekannt. Der Vertrag erhielt eine Laufzeit über ein Jahr. Am 5. Juli wurde der Vertrag vorzeitig im gegenseitigen Einvernehmen aufgelöst. Drei Tage später bestätigte der EC Bahia die Verpflichtung von Giovanni. Der Vertrag erhielt eine Laufzeit bis zum 31. Mai 2020. Nachdem sein Vertrag mit Bahia ausgelaufen war, erhielt Giovanni im Juli 2020 einen Vertrag beim Cruzeiro EC. Im Januar 2021 löste der Klub den Vertrag mit ihm auf, weil er keine Rolle in dessen Kaderplanungen spielte. Noch im selben Monat kam er beim EC Santo André unter.
Zur Saison 2022 wechselte Giovanni zu AA Portuguesa (SP). Nach Austragung der Spiele um die Staatsmeisterschaft von São Paulo verließ der Spieler den Klub wieder. Danach war er zunächst ohne Engagement. Im November des Jahres wurde sein Vertrag mit Grêmio Barueri für die Staatsmeisterschaft von São Paulo 2023 bekannt. Nach Beendigung der Staatsmeisterschaft beendete er seine aktive Laufbahn.

## Persönliches
Sein Bruder ist der Fußballspieler Emerson (* 1994).

## Trivia
Die von Giovanni beim Cruzeiro EC hatte noch Nachwehen für den Klub. Im September 2023 wurde dieser von der Nationalen Sportkammer zu einer Zahlung von 675.000 Real verurteilt.

## Erfolge
Fluminense
- Primeira Liga do Brasil: 2016

América
- Série B: 2017